# Sali Berisha
Pour les articles homonymes, voir Berisha.
Sali Berisha est un homme politique albanais né le 15 octobre 1944 à Tropojë. Il est président de la république d'Albanie du 9 avril 1992 au 24 juillet 1997, puis Premier ministre du 3 septembre 2005 au 15 septembre 2013. Membre du Parti démocrate d'Albanie, il est l'un des principaux hommes politiques albanais de la période post-communiste.
Anciennement cardiologue d'Enver Hoxha, il est d'abord membre du Parti du travail d'Albanie à partir de 1970, avant d'entrer dans la contestation du régime en prenant la tête du mouvement étudiant albanais en 1990, qui sera à l'origine de la chute du régime. En tant que chef du Parti démocrate d'Albanie, il est élu président deux ans plus tard mais doit démissionner en 1997 sous la pression populaire à cause de son rôle dans l'effondrement d'un vaste système financier frauduleux qui secoue alors l'Albanie. Après son retour au pouvoir de 2005 à 2013, il se met en retrait de la vie politique albanaise mais reste considéré comme « le parrain de la droite albanaise ».
Il est placé en résidence surveillée en 2023, dans le cadre d'une enquête pour corruption.

## Biographie

### Études et profession
Sali Berisha est né dans le village de Viçidol, district de Tropojë, à la frontière du Kosovo.
En 1967, il est diplômé de médecine de l'université de Tirana, puis s’est spécialisé en cardiologie.

### Président de la République
Lors des premières élections libres, le 9 avril 1992, il est élu président de la République. Il garde cette fonction jusqu'au 24 juillet 1997, date à laquelle il démissionne, sous la pression des manifestations à Tirana et dans tout le pays et après avoir déclaré l’état d’urgence et mis en place le couvre-feu sur tout le territoire de la République. Sa mauvaise gestion de l’Albanie de l’après période communiste est la cause principale de la détérioration de l’État albanais, ce qui a amené les révoltes de 1997 et la perte du pouvoir par le Parti démocratique.

### Premier ministre
Lors des élections de juillet, son slogan était : « Professeur Docteur Sali Berisha, avec des mains propres. » Ce qui sous-entendait une organisation saine du pays, sans corruption, et une meilleure répartition des fonds publics.
Le 3 juillet 2005, le Parti démocratique remporte les élections législatives, avec 74 députés sur 140. Berisha est alors nommé Premier ministre en 8 septembre 2005 et forme une coalition avec le Parti républicain d'Albanie (PRSh), le Parti agrarien environnementaliste (PAA) et le Parti de l'Union pour les droits de l'homme (PBDNJ).
Il gouverne de façon autoritaire et limite la liberté de la presse. Celle-ci, le plus souvent, est contrainte d'ignorer les informations préjudiciables pour l'image du gouvernement.
Il signe en 2013 un accord avec le gouvernement américain, dont les termes n'ont jamais été rendus publics, prévoyant notamment le transfert en Albanie des membres de l'Organisation des moudjahiddines du peuple iranien, un groupe armé en lutte contre l'Iran jusqu'alors basé en Irak.
À la suite de sa défaite électorale aux élections législatives du 23 juin 2013, Sali Berisha annonce sa décision de quitter la direction du Parti démocratique qu'il avait fondé en 1990.
Déclaré persona non grata aux États-Unis par l’administration Biden en 2021, il est alors exclu du Parti démocratique par Lulzim Basha. Cette exclusion, perçue comme un « meurtre du père » suscite des remous au sein de la droite albanaise.
Le 10 décembre 2023, il est réélu président du Parti démocratique avec plus de 94,5 % des voix[réf. nécessaire].
Le 8 mai 2025, l’administration Trump supprime le statut de persona non grata aux États-Unis, qui avait été déclaré par l’administration Biden en 2021.

## Affaire de corruption
Il est inculpé pour corruption en 2023 avec deux autres personnes dont son gendre, dans le cadre d'une affaire concernant la privatisation d’un terrain public à Tirana. Il est accusé de « corruption de hauts fonctionnaires » lors de la privatisation d’un complexe sportif public « au profit de son gendre, Jamarber Malltezi ». Le 30 décembre 2023, un tribunal albanais ordonne que Sali Berisha soit assigné à résidence à la suite de ces accusations de corruption,.